# Robion
 Robion  es una población y comuna francesa, en la región de Provenza-Alpes-Costa Azul, departamento de Vaucluse, en el distrito de Apt y cantón de Cavaillon.
Está integrada en la Communauté de communes du Coustellet.

## Demografía
| 1925 | 2059 | 2431 | 3197 | 3417 | 3844 |
| Para los censos de 1962 a 1999 la población legal corresponde a la población sin duplicidades (Fuente: INSEE [Consultar]) |      |      |      |      |      |

Forma parte de la aglomeración urbana de Cavaillon. 